# Aegon Manchester Trophy
El Aegon Manchester Trophy es un torneo de tenis profesional  jugado en canchas Césped al aire libre. Actualmente forma parte de la Asociación de Tenistas Profesionales (ATP) Challenger Tour. Se celebra anualmente en Reino Unido, desde 2015.

## Resultados

### Individuales
| Año  | Campeón      | Finalista    | Resultado   |
| ---- | ------------ | ------------ | ----------- |
| 2016 | Dustin Brown | Lu Yen-hsun  | 7–6(5), 6–1 |
| 2015 | Sam Groth    | Luke Saville | 7–5, 6–1    |

### Dobles
| Año  | Campeones               | Finalistas               | Resultado        |
| ---- | ----------------------- | ------------------------ | ---------------- |
| 2016 | Purav Raja Divij Sharan | Ken Skupski Neal Skupski | 6–3, 3–6, [11–9] |
| 2015 | Chris Guccione André Sá | Raven Klaasen Rajeev Ram | Walkover         |